# Hilda Carlén
Hilda Carlén, född 13 augusti 1991 i Ystad, är en svensk tidigare fotbollsmålvakt.

## Klubbkarriär
Carlén spelade som ung för Öja FF, Ystads IF FF, IK Pandora och Hammenhögs IF. Hon var landslagsspelare i både fotboll och handboll men valde i 15–16-årsåldern att satsa på fotbollen i samband med att Malmö FF (senare LdB FC) visat intresse. Hon spelade mellan 2007 och 2008 för Hammenhögs IF i Division 3.
Till säsongen 2009 blev Carlén klar för LdB FC. I januari 2010 lånades hon ut till Stattena IF. I augusti 2010 lånades Carlén ut till Linköpings FC som reservmålvakt till Sofia Lundgren. Det blev inget allsvenskt spel i Malmö för Carlén som i mars 2013 blev klar för Hammarby IF DFF. Till säsongen 2014 gick hon till Piteå IF. Carlén gjorde sin allsvenska debut i premiären mot Linköpings FC den 13 april 2014, en match där hon höll nollan och som Piteå vann med 1–0. Hon gjorde en lyckad debutsäsong i Piteå och blev nominerad till "Årets målvakt", som dock vanns av Hedvig Lindahl.
Efter fyra säsonger i Piteå värvades Carlén inför säsongen 2018 av Linköpings FC, där hon skrev på ett tvåårskontrakt. I maj 2018 meddelade Carlén att hon var gravid och tog en paus från fotbollen. "Pausen" visade sig senare istället bli ett avslut av fotbollskarriären.

## Landslagskarriär
Carlén har representerat samtliga Sveriges ungdomslandslag. Hon debuterade för Sveriges landslag den 12 februari 2015 i en 3–0-vinst över Finland, där hon byttes in i halvtid mot Carola Söberg. Hon blev kort därefter uttagen i Sveriges trupp till Algarve Cup 2015.
Hilda Carlén var med i den trupp som tog silver i de olympiska spelen i Rio de Janeiro 2016, där hon agerade andramålvakt bakom Hedvig Lindahl.

## Privatliv
Hilda Carlén kommer från en idrottsfamilj. Hennes far är före detta landslagsspelaren i handboll, Per Carlén. Hilda Carléns bror, Oscar Carlén har även representerat Sveriges landslag i handboll. Även hennes mor Margareta Carlén (Larsson) har spelat landskamper i handboll.